# Lehmann (cráter)
Lehmann es un cráter de impacto lunar que se halla en el borde norte de Schickard, un cráter plano y mucho más grande de paredes amuralladas. Al noroeste se sitúa el cráter Lacroix.
|  |

Se trata de un elemento muy desgastado, con un borde irregular. Un pequeño cráter doble se superpone a una porción del borde del lado noroeste. El suelo interior es plano, con agrupaciones de pequeños cráteres cercanos a los sectores sur y oeste del brocal. Presenta una brecha en su lado sur que conecta su suelo con el cráter Schickard. Una sinuosa grieta corre este valle.

## Cráteres satélite
Por convención estos elementos se identifican en los mapas lunares colocando la letra en el lado del punto central del cráter más cercano a Lehmann.
|         | \| Lehmann \| Coordenadas \| Diámetro \| \| ------- \| ------------------------------ \| -------- \| \| A \| 39°00′S 53°00′O / -39.0, -53.0 \| 29,64 km \| \| C \| 35°00′S 50°00′O / -35.0, -50.0 \| 15,08 km \| \| D \| 39°00′S 57°00′O / -39.0, -57.0 \| 12,08 km \| \| E \| 37°00′S 54°00′O / -37.0, -54.0 \| 44,88 km \| \| H \| 41°00′S 58°00′O / -41.0, -58.0 \| 13,81 km \| \| K \| 36°00′S 50°00′O / -36.0, -50.0 \| 5,58 km \| \| L \| 36°00′S 52°00′O / -36.0, -52.0 \| 5,85 km \| |          |
| Lehmann | Coordenadas | Diámetro |
| A       | 39°00′S 53°00′O / -39.0, -53.0 | 29,64 km |
| C       | 35°00′S 50°00′O / -35.0, -50.0 | 15,08 km |
| D       | 39°00′S 57°00′O / -39.0, -57.0 | 12,08 km |
| E       | 37°00′S 54°00′O / -37.0, -54.0 | 44,88 km |
| H       | 41°00′S 58°00′O / -41.0, -58.0 | 13,81 km |
| K       | 36°00′S 50°00′O / -36.0, -50.0 | 5,58 km  |
| L       | 36°00′S 52°00′O / -36.0, -52.0 | 5,85 km  |